# Craig Lindfield
Craig Lindfield, född 7 september 1988 i Wirral i England, är en engelsk fotbollsspelare (anfallare). Lindfield tillhörde Liverpool FC mellan 1996 och 2009 innan kontraktet mellan honom och klubben sades upp.
Lindfield spelade senare i FC United of Manchester.